# 蒂比朗-若纳克
蒂比朗-若纳克（法語：Tibiran-Jaunac，法語發音：[tibiʁɑ̃ ʒonak]）是法国上比利牛斯省的一个市镇，属于巴涅尔德比戈尔区。该市镇于1790-1794年间由蒂比朗（Tibiran）和若纳克（Jaunac）合并而成。

## 地理
蒂比朗-若纳克（43°2'54"N, 0°32'38"E）面积6.38 平方千米，位于法国奧克西塔尼大區上比利牛斯省，该省份为法国西南部内陆省份，北至热尔省，西接大西洋比利牛斯省，南与西班牙接壤，东临上加龙省。
与蒂比朗-若纳克接壤的市镇（或旧市镇、城区）包括：内斯特河畔马泽尔、古尔当-波利尼昂、拉布罗凯尔、科曼日地区圣贝特朗、塞扬、阿旺蒂尼昂、热内雷斯特。
蒂比朗-若纳克的时区为UTC+01:00、UTC+02:00（夏令时）。

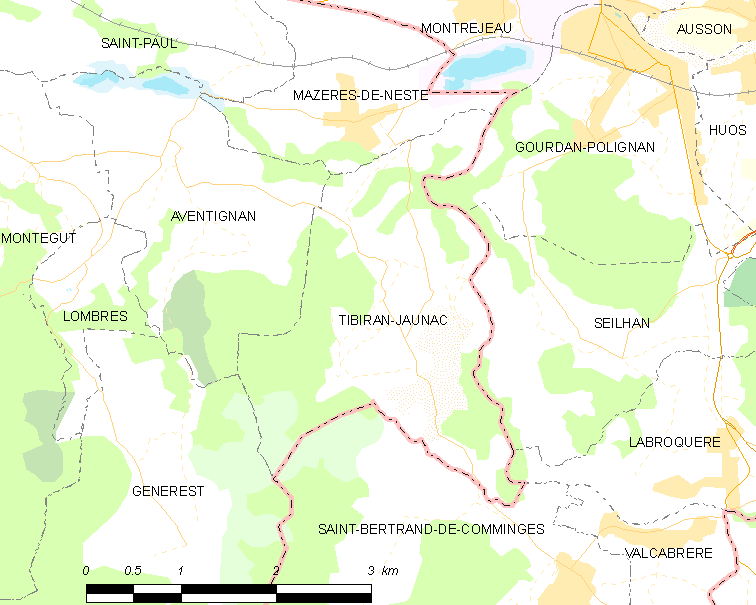
蒂比朗-若纳克的OSM定位图

## 行政
蒂比朗-若纳克的邮政编码为65150，INSEE市镇编码为65444。

## 政治
蒂比朗-若纳克所属的省级选区为巴鲁斯谷县。

## 人口

1962-2008年间蒂比朗-若纳克人口变化图示

蒂比朗-若纳克于2022年1月1日时的人口数量为330人。